# Еліезер Йофе
Еліезер Липа Йоффе (уроджений Лейзер-Ліпе Йоффе, також Іоффе; івр. אליעזר ליפא יפה, англ. Eliezer Lipa Joffe; 10 січня 1882, Янівці Хотинського повіту Бессарабської губернії — 10 вересня 1942, мошав Нахалал, Палестина) — активіст і теоретик колективного сільськогосподарського заселення Палестини, засновник одного з перших кібуців нового типу (1913) та першого мошава (мошав овдим, 1921) в Палестині (згодом Ізраїль).

## Біографія
У юності Лейзер Йоффе захопився сіоністськими ідеями, а з 1902 року займався публіцистичною діяльністю в газеті «Ха-Меліц» (на івриті). У 1904 році він переїхав до США, де вивчав сучасні методи ведення сільського господарства та відкрив першу американську гілку поселенського руху «Гехалуц». У 1910 році разом з групою учнів єврейської сільськогосподарської школи з Вудбайн (штат Нью-Джерсі) переселився до Палестини, де заснував експериментальну ферму неподалік від Петах-Тікви.
У 1913 році очолювана Еліезером Липою Йоффе група ентузіастів організувала на березі Тиверіадського озера перше колективне господарство, що займалося обробкою землі власними силами (згодом кібуц Кінерет). У роки Першої світової війни він вступив до Єврейського легіону британської армії. Як лідер партії «Хапоель Хацаїр» (Молодий робітник) був делегатом сіоністських конгресів.
Подальше вивчення оптимальних форм організації сільськогосподарського праці призвело Йоффе до ідеї сільськогосподарських поселень іншого типу, що поєднують спочатку приватні та кооперативні господарства. Основні принципи таких поселень він опублікував у роботі «Створення поселень трудящих» (исуд мошвей овдим) у 1919 році, а в 1921 році став засновником першого такого поселення — мошава Нахалаль.
Основні принципи організації мошавів мали на увазі: 1) належність землі всієї нації, але поділ її на наділи, оброблювані окремими сім'ями, які розглядалися принциповою сільськогосподарською ланкою, 2) кооперативну закупівлю і маркетинг землі, а також збут товару, і 3) колективно організовану між сім'ями взаємодопомогу.
У 1928 році Еліезер Йоффе заснував загальноізраїльский кооператив по збуту сільськогосподарської продукції «Тнува», що став найбільшим у країні. Він був його директором до 1937 року. Крім того він заснував профспілкове об'єднання сільськогосподарських робітників.
Еліезер Йоффе — автор низки книг на івриті та їдиші з різних питань організації сільського господарства, перший редактор сільськогосподарського журналу «ха-Саде».
У 1956 році вийшло шеститомне зібрання праць Еліезера Липи Йоффе з біографічним оглядом — «Китвей Еліезер Йоффе».

## Книги
- ארבייטער־זידלונגען אין ארץ־ישראל (арбэтэр-зидлунген ін эрэц-йисроэл, ідиш). Берлін, 1921.